# Intercletodes interita
Intercletodes interita is een eenoogkreeftjessoort uit de familie van de Cletodidae. De wetenschappelijke naam van de soort is voor het eerst geldig gepubliceerd in 1987 door Fiers.